# Oman na Letnich Igrzyskach Olimpijskich 2020
Oman na Letnich Igrzyskach Olimpijskich 2020 – występ kadry sportowców reprezentujących Oman na igrzyskach olimpijskich, które odbyły się w Tokio w Japonii, w dniach 23 lipca - 8 sierpnia 2021 roku.
Reprezentacja Omanu liczyła pięcioro zawodników - czterech mężczyzn i jedną kobietę, którzy wystąpili w 4 dyscyplinach.
Był to dziesiąty start tego kraju na letnich igrzyskach olimpijskich.

## Reprezentanci

### Lekkoatletyka
Mężczyźni
| Zawodnik          | Konkurencja   | Eliminacje | Eliminacje | Ćwierćfinał | Ćwierćfinał | Półfinał | Półfinał | Finał | Finał   |
| Zawodnik          | Konkurencja   | Czas       | Miejsce    | Czas        | Miejsce     | Czas     | Miejsce  | Czas  | Miejsce |
| ----------------- | ------------- | ---------- | ---------- | ----------- | ----------- | -------- | -------- | ----- | ------- |
| Barakat Al-Harthi | Bieg na 100 m | 10,27      | 1. Q       | 10,31       | 41.         | NQ       | NQ       | NQ    | NQ      |

Kobiety
| Zawodniczka     | Konkurencja   | Eliminacje | Eliminacje | Ćwierćfinał | Ćwierćfinał | Półfinał | Półfinał | Finał | Finał   |
| Zawodniczka     | Konkurencja   | Czas       | Miejsce    | Czas        | Miejsce     | Czas     | Miejsce  | Czas  | Miejsce |
| --------------- | ------------- | ---------- | ---------- | ----------- | ----------- | -------- | -------- | ----- | ------- |
| Mazoon Al-Alawi | Bieg na 100 m | 12,35      | 14.        | NQ          | NQ          | NQ       | NQ       | NQ    | NQ      |

### Pływanie
| Zawodnik      | Konkurencja                 | Eliminacje | Eliminacje | Półfinał | Półfinał | Finał | Finał   |
| Zawodnik      | Konkurencja                 | Czas       | Miejsce    | Czas     | Miejsce  | Czas  | Miejsce |
| ------------- | --------------------------- | ---------- | ---------- | -------- | -------- | ----- | ------- |
| Issa Al-Adawi | 100 m st. dowolnym mężczyzn | 51,81      | 53.        | NQ       | NQ       | NQ    | NQ      |

### Podnoszenie ciężarów
| Zawodnik               | Konkurencja       | Rwanie   | Rwanie  | Podrzut  | Podrzut | Suma | Miejsce |
| Zawodnik               | Konkurencja       | Rezultat | Miejsce | Rezultat | Miejsce | Suma | Miejsce |
| ---------------------- | ----------------- | -------- | ------- | -------- | ------- | ---- | ------- |
| Amur Salim Al-Khanjari | do 81 kg mężczyzn | 140      | 12.     | 177      | 13.     | 317  | 10.     |

### Strzelectwo
| Zawodnik             | Konkurencja                                           | Kwalifikacje | Kwalifikacje | Finał  | Finał   |
| Zawodnik             | Konkurencja                                           | Punkty       | Miejsce      | Punkty | Miejsce |
| -------------------- | ----------------------------------------------------- | ------------ | ------------ | ------ | ------- |
| Hamed Said Al-Khatri | karabin małokalibrowy, trzy postawy, 50 m (mężczyźni) | 1148         | 35.          | NQ     | NQ      |